# بريوم خليوي
بريوم خليوي (الاسم العلمي:Bryum cellulare) هي نوع من النباتات يتبع جنس البريوم من الفصيلة البريوية.